# Бузмаковська
Бузма́ковська (рос. Бузмаковская) — присілок у складі Афанасьєвського району Кіровської області, Росія. Входить до складу Пашинського сільського поселення.
Населення становить 14 осіб (2010, 17 у 2002).
Національний склад станом на 2002 рік — росіяни 100 %.